# 建江 (越南)
建江（越南语：／）為越南廣平省日丽江的一条支流，全长58公里，发源于安南山脉，在中下游形成很多湖泊，河塘，到日丽江口注入日丽江。